# Грамада (город)
Грамада (болг. Грамада) — город в Болгарии. Находится в Видинской области, входит в общину Грамада. Население составляет 1,4 тыс. человек.